# Cha Woo-min
Kim Min-woo (en hangul, 김민우; 24 de octubre de 2000), conocido profesionalmente por el nombre de Cha Woo-min (en hangul, 차우민) es un actor surcoreano.

## Vida personal
Nació el 24 de octubre de 2000 en Busan, Corea del Sur. Realizó sus estudios de secundaria en la escuela secundaria pública Gangseo. Durante sus años escolares se había interesado sobre todo en el deporte, y practicó primero natación y después judo. Sin embargo, hijo de madre cinéfila, mientras preparaba el examen de ingreso a la universidad se decidió por la actuación, y se matriculó en el Departamento de Teatro y Cine del Instituto de las Artes de Seúl, donde en 2024 estaba estudiando esta disciplina.

## Carrera
Dotado con sus 187 cm de altura de grandes condiciones y presencia física, fue elegido en sus primeros años de carrera sobre todo para papeles de acción. Debutó en 2021, en la serie web de género BL The Tasty Florida. Después apareció en el exitoso drama juvenil de Wavve Un héroe débil y en la película Brave Citizen, y con sus actuaciones logró ser considerado como una promesa entre los actores de su generación, tal y como reflejó en 2024 la encuesta anual que realiza la revista especializada Cine 21 entre sus colaboradores. En la primera es uno de los villanos, un luchador de artes marciales que aparece en la segunda mitad de la serie mostrando su habilidad en escenas de peleas. También en Brave Citizen Cha es un personaje negativo, Lee Moon-ki, miembro de una pandilla que participa en actos de violencia escolar. Brave Citizen supuso para el actor no solo su debut en cine sino también un momento de crecimiento personal con su traslado a Seúl y la certeza de seguir su carrera como actor.
En 2023, su actuación en Night Has Come (U+ Mobile TV) supuso un aumento de popularidad para el actor (que cuadruplicó el número de seguidores en las redes sociales) gracias a la intensidad que confirió al personaje, nuevamente, del villano, Go Kyung-jun, que supo retratar meticulosamente. Esta recurrencia en ser elegido en las audiciones para tal clase de papeles provocó que fuera etiquetado como un «actor especialista en matones», hecho que no era del agrado del actor: «realmente no me gusta [...] Estoy agradecido de que la gente me vea como un individuo único, pero no necesariamente me gusta porque es muy diferente de mi yo real». En una entrevista de finales de 2024 manifestaba su aspiración a ampliar su repertorio de personajes.
En 2025 se multiplicaron sus personajes. El primero cronológicamente fue el de Pi Han-woo en Grupo de estudio, el antagonista que se enfrenta a un estudiante cuyo objetivo es crear un grupo de estudio para mejorar su preparación ante el examen de ingreso en la universidad. Han-woo está en la cúspide de la jerarquía social de la escuela y goza de un poder absoluto; según un comentarista Cha lo encarna con una actuación potente y envuelta en un aura oscura, como se aprecia en los capítulos 7 y 8 de la serie. Al mes siguiente, en febrero, entró en el reparto de la serie de Netflix Luces, cámara, ¡amor!. A continuación, su primera aparición en televisión convencional fue en el canal SBS, con la serieLa isla del tesoro, en la que interpreta el personaje de Ji Sun-woo. Hijo de una mujer que fue una popular locutora de radio, es un estudiante de secundaria que ha declarado que abandonará la escuela para trabajar como panadero.

## Filmografía

### Cine
| Año  | Título         | Hangul      | Papel        | Notas          | Ref.   |
| ---- | -------------- | ----------- | ------------ | -------------- | ------ |
| 2023 | Brave Citizen  | 용감한 시민 | Lee Moon-ki  |                | [ 2 ]  |
| —    | Love Untangled | 고백의 역사 | Kim Hyun-eun | Coprotagonista | [ 11 ] |

### Series de televisión
| Año  | Título                | Papel          | Canal        | Notas                   | Ref.                 |
| ---- | --------------------- | -------------- | ------------ | ----------------------- | -------------------- |
| 2021 | The Tasty Florida     | Seo Hae-won    |              | Serie web, protagonista | [ 12 ]               |
| 2022 | Un héroe débil        | Kang Woo-young | Wavve        | Serie web               | [ 3 ]                |
| 2023 | Night Has Come        | Go Kyung-jun   | U+ Mobile TV | Serie web               | [ 13 ] [ 6 ]         |
| 2025 | Grupo de estudio      | Pi Han-woo     | TVING        | Serie web               | [ 14 ] [ 15 ] [ 16 ] |
| 2025 | Luces, cámara, ¡amor! | Woo Jeong-hu   | Netflix      | Serie web               | [ 10 ]               |
| 2025 | Corazones enterrados  | Ji Sun-woo     | SBS          |                         | [ 5 ] [ 17 ]         |

## Premios y nominaciones
| Año  | Premios                     | Categoría              | Papel            | Resultado | Ref.                 |
| ---- | --------------------------- | ---------------------- | ---------------- | --------- | -------------------- |
| 2025 | 61.os Premios Baeksang Arts | Mejor actor revelación | Grupo de estudio | Pendiente | [ 18 ] [ 19 ] [ 20 ] |